# Cheval Blanc Randheli
Pour les articles homonymes, voir Hôtel Cheval Blanc et Cheval blanc.
Le Cheval Blanc Randheli est un hôtel de luxe situé aux Maldives dans l'Atoll Noonu, exploité par LVMH sous la marque Cheval Blanc. Il ouvre le 15 novembre 2013 avec 45 villas avec piscine privative de 12m de longueur, ainsi que cinq restaurants,,.

## Situation et localisation
Un hydravion, propriété de l'établissement, est spécialement aménage pour faire le transfert entre Malé et l'île située à une quarantaine de minutes au nord de l'aéroport.

## Historique
Cheval Blanc Randheli reprend l'usage de la marque Cheval Blanc inaugurée à Courchevel. La cave comporte d'ailleurs logiquement nombre de bouteilles de ce domaine.
« Au départ, il n'y avait qu'un morceau de sable au milieu de la mer, avec un seul palmier » précise l'architecte Jean-Michel Gathy, architecte ayant travaillé sur ce projet. Les œuvres de Vincent Beaurin décorent le lieu.